# Matúš Rusnák
Matúš Rusnák (Levice, 19 dicembre 1999) è un calciatore slovacco, difensore o centrocampista del Baník Ostrava.

## Caratteristiche tecniche
È un terzino destro che può agire anche in posizione più avanzata.

## Carriera
Cresciuto nel settore giovanile dell'AS Trenčín, nel 2018 viene acquistato dallo Žilina che lo aggrega inizialmente alla propria seconda squadra; a partire dalla stagione 2020-2021 viene promosso in prima squadra dove debutta l'8 agosto in occasione del match di Superliga vinto 4-0 contro il Senica.

## Statistiche
Statistiche aggiornate al 4 aprile 2021.

### Presenze e reti nei club
| Stagione        | Squadra         | Campionato      | Campionato | Campionato | Coppe nazionali | Coppe nazionali | Coppe nazionali | Coppe continentali | Coppe continentali | Coppe continentali | Altre coppe | Altre coppe | Altre coppe | Totale | Totale | Totale |
| Stagione        | Squadra         | Comp            | Pres       | Reti       | Comp            | Pres            | Reti            | Comp               | Pres               | Reti               | Comp        | Pres        | Reti        | Pres   | Reti   |        |
| --------------- | --------------- | --------------- | ---------- | ---------- | --------------- | --------------- | --------------- | ------------------ | ------------------ | ------------------ | ----------- | ----------- | ----------- | ------ | ------ | ------ |
| 2018-2019       | Žilina II       | 1L              | 23         | 1          |                 | -               | -               |                    | -                  | -                  |             | -           | -           | 23     | 1      |        |
| 2019-2020       | Žilina II       | 1L              | 16         | 3          |                 | -               | -               |                    | -                  | -                  |             | -           | -           | 16     | 3      |        |
| 2020-2021       | Žilina II       | 1L              | 5          | 0          |                 | -               | -               |                    | -                  | -                  |             | -           | -           | 5      | 0      |        |
| 2020-2021       | Žilina          | SL              | 25         | 1          | CS              | 1               | 0               | UEL                | 1                  | 0                  |             | -           | -           | 27     | 0      |        |
| Totale carriera | Totale carriera | Totale carriera | 69         | 5          |                 | 1               | 0               |                    | 1                  | 0                  |             | -           | -           | 71     | 5      |        |